# ステファン・ポール・ケラー
ステファン・ポール・ケラー（Stephane Paul Keller、2001年8月20日 - ）は、カメルーン・グランド・バタンガ出身のサッカー選手。デポルティーボ・アラベス所属。ポジションはディフェンダー。

## クラブ経歴
2018年に母国カメルーンからスペインに渡り、デポルティーボ・アラベスの下部組織に加入する。2020-21シーズンにBチームへと昇格すると、2021年1月21日、ラ・リーガのカディスCF戦でトップチームデビューを果たした。